# Anisocentropus dilucidus
Anisocentropus dilucidus är en nattsländeart som beskrevs av Mclachlan 1863. Anisocentropus dilucidus ingår i släktet Anisocentropus och familjen Calamoceratidae. Inga underarter finns listade i Catalogue of Life.